# Oreobates sanctaecrucis
Oreobates sanctaecrucis är en groddjursart som först beskrevs av Harvey och Keck 1995.  Oreobates sanctaecrucis ingår i släktet Oreobates och familjen Strabomantidae. IUCN kategoriserar arten globalt som livskraftig. Inga underarter finns listade i Catalogue of Life.